# Phil Borges
Phil Borges (nacido en 1942, USA), fotógrafo estadounidense. Su trabajo es principalmente enfocado en retratos humanitarios, de etnias y pueblos originarios en el mundo y de grupos culturales en peligro de desaparecer.
Su trabajo de fotografía humanitaria se remonta a los 1970s, con su notable trabajo de acerca de los tibetanos que debieron huir de Tíbet tras la invasión de China a su país. Sus mayores influencias han sido Irving Penn y Edward Curtis. Entre sus muchos esfuerzos humanitarios está su proyecto llamado Enduring Spirit, hecho para Amnistía Internacional, y The Gift (El Regalo), en que documenta el trabajo de cirujanos plásticos que operan gratuitamente niños con labio leporino, quemaduras y otros problemas físicos, gratuitamente, en países en vías de desarrollo. 

## Trabajos notables
Libros:
- Tibetan Portrait, 1996. ISBN 0-8478-1957-4
- Enduring Spirit, 1998. ISBN 0-8478-2142-0
- The Gift, 2000. ISBN 0-9703998-0-4
- Women Empowered

Colecciones:
- Spirit of Place